# ديريك كوتيسا
ديريك جيرمانو كوتيسا (بالألمانية: Dereck Germano Kutesa) (مواليد 6 ديسمبر 1997) هو لاعب كرة قدم سويسري أنغولي يجيد اللعب في مركز الجناح الأيسر ويلعب أيضًا كجناح أيمن وجناح هجومي أيسر , ويلعب حاليًا لنادي سيريفت السويسري.

## بطولات وإنجازات اللاعب

### سيرفيت
- دوري الدرجة الترويجي 1 السويسري: 2015-2016

## روابط خارجية
- ديريك كوتيسا على موقع الاتحاد الأوربي (الإنجليزية)
- ديريك كوتيسا على موقع قاعدة بيانات كرة القدم.إي يو (الإنجليزية)
- ديريك كوتيسا على موقع Soccerway.com (الإنجليزية)
- ديريك كوتيسا على موقع عالم كرة القدم.نت (الإنجليزية)
- ديريك كوتيسا على موقع AS.com (الإسبانية)

- Dereck Kutesa